# Luigi Sala
Luigi Sala (Mariano Comense, 21 februari 1974) is een Italiaanse voetballer (verdediger) die sinds 2009 voor de Italiaanse tweedeklasser UC AlbinoLeffe uitkomt. Voordien speelde hij onder andere voor AS Bari, AC Milan, Atalanta en Sampdoria Genua. Hij won met AC Milan het landskampioenschap in 1999.
Sala speelde voor de U-21 van Italië en zat dikwijls in de selectie van de Italiaanse nationale ploeg maar speelde geen interlands.

## Carrière
- 1990-1992: Como (jeugd)
- 1992-1995: Como
- 1995-1998: Bari
- 1998-2001: AC Milan
- 2001-2003: Atalanta
- 2003-2004: Chievo (op huurbasis)
- 2004-2005: Atalanta
- 2005-2008: Sampdoria Genua
- 2008-2009: Udinese
- 2009-... : UC AlbinoLeffe